# 恩氏鬍鯰
恩氏鬍鯰，為輻鰭魚綱鯰形目塘虱魚科的其中一種，分布於非洲蘇丹的Yei河流域，本魚頭部短與橢圓形的背面;吻寬且圓鈍，額骨囪門長而狹窄，後頭骨囪門長橢圓形。齒板寬的，胸棘直，外部的側邊有強的向下鋸齒，鰓耙短的而且遠遠地豎立，鰓前的器官發展良好，背鰭軟條82條;臀鰭軟條62枚，體長可達18.5公分。

## 扩展阅读
維基物種上的相關：恩氏鬍鯰